# Melanargia diffusa
Melanargia diffusa är en fjärilsart som beskrevs av Ruggero Verity 1953. Melanargia diffusa ingår i släktet Melanargia och familjen praktfjärilar. Inga underarter finns listade i Catalogue of Life.